# Complejo volcánico de Paipa-Iza
La estructura volcánica de Paipa-Iza (o Complejo volcánico de Paipa-Iza), es un antiguo y extinto domo de lava ubicado en el departamento de Boyacá, en la Cordillera Andina Oriental de Colombia.

## Localización
Se ubica en las siguientes coordenadas 73°9’4” W a 73°3’39” W y una latitud entre los 5°40’28” N a 5°45’20” N, entre los municipios de Paipa e Iza, en el Departamento de Boyacá (Colombia), donde se ubican precisamente las fuentes termales de esta parte del departamento de Boyacá.

## Historia Geológica
El edificio volcánico de Paipa-Iza tiene una estructura erosionada, que alcanza unos 300 metros sobre el Altiplano cundiboyacense, a unos 2871 m.s.n.m, y una antigua caldera de 3 km con antiguos respiraderos que existieron dentro de el, y que hasta la actualidad conforma parte de un sistema de termales, abarcando el área aproximada donde se encuentran los municipios de Paipa, Iza, Duitama, Tibasosa, y Firavitoba. Los productos volcánicos que se sobreponen de las rocas sedimentarias datan desde el Cretácico superior y cubren un área de 31 km². El análisis geológico hecho a partir del mapa del trazado que abarca la estructura volcánica, y el análisis estratigráfico y la petrografía de campo, han mostrado que los informes investigativos llevados en el lugar, han determinado grandes unidades eruptivas y procesos piroclásticos en el transporte y de la deposición que han contribuido en la reconstrucción histórica de la actividad volcánica. Las faces de salida de la caldera restante, son depósitos de la caída de la ceniza y tuffs formados por el flujo de cenizas y piedra pómez como los encontrados en los depósitos fluviales y torrenciales de los alrededores del antiguo asentamiento volcánico.
También se llegó a descubrir varios resortes geotérmicos en los que se incluyen antiguos respiraderos de CO2 hacia el norte la caldera.
Los restos de materiales encontrados, son producto de la afluencia de lava, creando a su vez unas bóvedas, que antiguamente incineraban y bloqueaban los tuffs que permitieron el flujo y la oleada piroclástica, que se depositaba intermitentemente en los depósitos fluviales y lacustres.
Se cree que al menos hubo unas 14 unidades eruptivas dentro de dos épocas: La primera, abarcó la formación de una caldera volcánica hasta su derrumbamiento, mientras que el resurgimiento de la caldera ocurrió durante una segunda época. Las edades de dichos acontecimientos han tenido dificultades de ser detectados en las investigaciones geológicas del complejo, puesto que ha existido una carencia para su fechaje radiométrico, por lo que se ha estimado entre 1.9 a 2.5 edades del Ma K/Ar y de Ar/Ar; a lo anterior, se ha sugerido que los eventos eruptivos más recientes, haya ocurrido entre el Plioceno y el pleistoceno, definidos por una gama estratos pliocenicos y pleistocenicos, al menos, en el caso del vulcanismo analizado, es tan antiguo para que se haya presentado en una cordillera tan antigua como la oriental.